# East Hertfordshire
East Hertfordshire  är ett distrikt (motsvarande kommun) i grevskapet Hertfordshire i England, Storbritannien. Distriktet har 151 635 invånare (2022). 
Större orter är Bishop's Stortford, Hertford, Sawbridgeworth och Ware. Distriktet är indelat i 50 civil parishes.